# Rayman Designer
Rayman Designer – gra komputerowa stworzona przez Ubisoft.
Podczas gry należy unikać dolin najeżonych kolcami, ołówków oraz trąb wydających z siebie hałas. Dodatkowo gracz ma za zadanie chronić Raymana przed upadkiem z dużej wysokości, utonięcia lub poślizgnięcia się.
Rayman Designer oprócz 24 plansz posiada prosty edytor map, dzięki czemu można wykonać własną trasę dla Raymana.

## Opis gry
Potężny Pan Zły (Mr. Dark) zaatakował baśniowy świat głównego bohatera Raymana. Rayman postanawia wyruszyć na pomoc mieszkańcom i pokonać przeciwników i ich bossa. Musi pokonać 24 plansze. W każdej misji ma za zadanie odszukać 100 petard, dzięki czemu przechodzi do kolejnego etapu.